# Kapazitiver Sensor

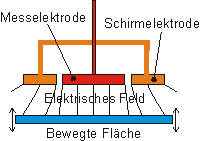
Skizze des Grundprinzips eines kapazitiven Sensors

Ein kapazitiver Sensor ist ein Sensor, welcher auf Basis der Veränderung der elektrischen Kapazität eines einzelnen Kondensators oder eines Kondensatorsystems arbeitet. Die Beeinflussung der Kapazität durch die zu erfassende Größe kann dabei auf verschiedene Arten erfolgen, die primär durch den Verwendungszweck bestimmt sind.

## Grundprinzipien

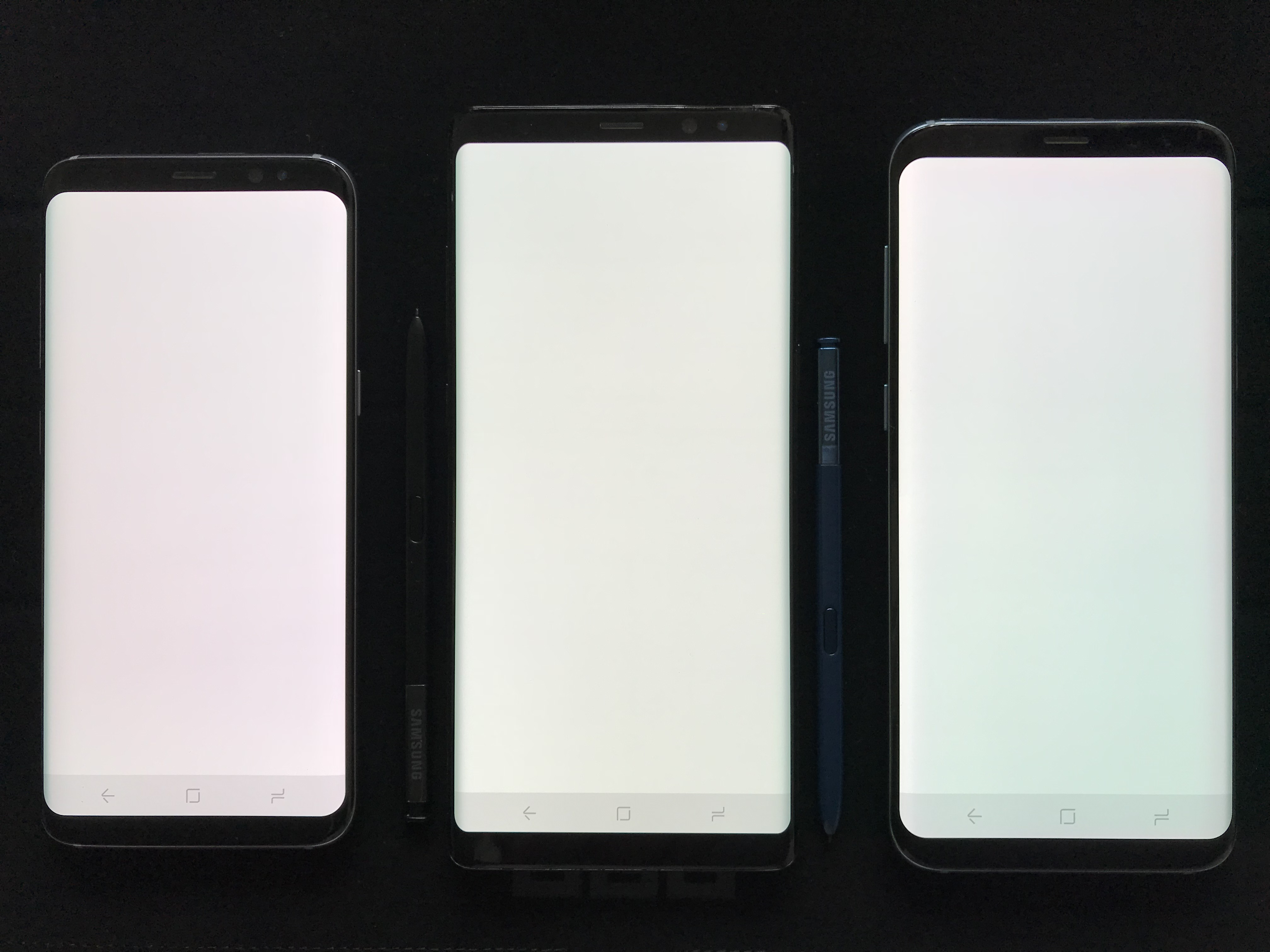
Kapazitiver Touchscreen von Smartphones

Ein kapazitiver Sensor basiert darauf, dass zwei Elektroden, eine davon kann die zu messende Oberfläche sein, die „Platten“ eines elektrischen Kondensators bilden. Dessen Kapazität oder Kapazitätsänderung wird gemessen. Durch folgende Prinzipien wird die Kapazität beeinflusst:
- Eine Platte wird durch den zu messenden Effekt verschoben oder verformt, wodurch sich der Plattenabstand und damit die elektrisch messbare Kapazität ändern.
- Die Platten sind starr und die Kapazität ändert sich, weil entweder elektrisch leitendes Material oder ein Dielektrikum in die unmittelbare Umgebung gebracht wird.
- Die wirksame Plattenfläche ändert sich, indem die Platten wie bei einem Drehkondensator gegeneinander verschoben werden.
- Der zu messende Effekt beeinflusst die Permittivität (Dielektrizitätskonstante) des Dielektrikums.

Um auch kleine Veränderungen besser detektieren zu können, ist die eigentliche Messelektrode häufig mit einer Schirmelektrode umgeben, die den inhomogenen Randbereich des elektrischen Felds von der Messelektrode abschirmt. Dadurch ergibt sich zwischen Messelektrode und üblicherweise geerdeter Gegenelektrode ein annähernd paralleles elektrisches Feld mit der bekannten Charakteristik eines idealen Plattenkondensators (siehe elektrische Kapazität).
Auch kapazitive Touchscreens arbeiten nach dem zweitgenannten Prinzip, sind jedoch nicht Gegenstand dieses Artikels und werden auch nicht als Sensoren bezeichnet.

## Anwendungen

### Drucksensor
Beim kapazitiven Drucksensor wird die Kapazitätsänderung infolge des Durchbiegens einer Membran und der resultierenden Änderung des Plattenabstandes als Sensoreffekt ausgewertet. Die Membran wird hierbei ähnlich einem Kondensatormikrofon als Kondensatorplatte ausgebildet. Die Kapazitätsänderungen sind ziemlich klein, so dass eine geeignete Verarbeitungselektronik mit hoher Empfindlichkeit integriert sein muss.
Als Differenzdrucksensor erfasst der Sensor über einen Differenzialkondensator den Druckunterschied zweier Gase oder Flüssigkeiten.

### Abstandssensor
Der kapazitive Abstandssensor und die (bewegliche) Gegenfläche bilden einen elektrischen Kondensator, deren Abstand die Kapazität bestimmt. Aufgrund der stark nichtlinearen Abhängigkeit ist das Verfahren nur für Abstände geeignet, die klein gegenüber dem Sensordurchmesser sind. Angewendet wird das Prinzip zur Abstands- und Dickenmessung, bei Näherungsschaltern, für Spaltsensoren sowie zur Positionierung mit hoher Auflösung bis in den Nanometerbereich, zum Beispiel bei Rastertunnelmikroskopen. Zur Abstandsmessung wird die Kennlinie analog oder digital linearisiert.
Mit Abstandssensoren wird beispielsweise die Seil-Lage bei einer Seilbahn überwacht. Durch Seitenwind-Einwirkung seitlich pendelnde, am Seil befestigte Gondeln oder Sessel einer Einseil-Umlaufseilbahn können das bewegte Förderseil aus den Seil-Stützrollen herausdrehen, mithilfe solcher Sensoren wird ein Entgleisen der Seile aus den Transportrollen frühzeitig erkannt und ein Absturz mittels Notstopp der Anlage verhindert.

### Näherungsschalter
Die Funktion des kapazitiven Näherungsschalters beruht auf der Änderung des elektrischen Feldes in der Umgebung vor seiner Sensorelektrode (aktive Zone).
Der Sensor arbeitet mit einer RC-Oszillatorschaltung. Es wird die Kapazität zwischen der aktiven Elektrode und dem elektrischen Erdpotential gemessen.
Durch die Annäherung eines metallischen oder nicht metallischen Stoffes an die aktive Zone des Sensors vergrößert sich die Kapazität und beeinflusst so die Schwingungsamplitude des RC-Oszillators. Diese Änderung bewirkt, dass eine nachgeschaltete Triggerstufe „kippt“ und ihren Ausgangszustand ändert.
Die Empfindlichkeit des Sensors kann mit einem Potentiometer eingestellt werden, zum Beispiel zum Einstellen des gewünschten Schaltabstandes.
Der Schaltabstand eines kapazitiven Sensors variiert mit der Permittivitätskonstante und der Leitfähigkeit des angenäherten Materials sowie mit der wirksamen Fläche des angenäherten Körpers im Vergleich zum Sensordurchmesser. Der Schaltabstand ist auch von den Einbaubedingungen (umgebendes leitfähiges Material) des Sensors abhängig.

### Spaltsensor
- Anwendung in Tandemanordnung (zwei gegenüberliegende Sensoren) als elektronische Lehre zur Messung der Spaltweite zwischen zwei üblicherweise metallischen Bauteilen.
- Anwendung in Turbomaschinen zur Messung des Abstands zwischen dem Gehäuse und drehenden Maschinenteilen.
- In supraleitenden Gravimetern wird die Höhenänderung einer Niobkugel über einem Ringmagneten kapazitiv gemessen.

### Beschleunigungssensor
Ein kapazitiver Beschleunigungssensor besteht im Prinzip aus zwei nebeneinander liegenden Plattenkondensatoren, die eine gemeinsame mittlere Platte verwenden. Bei Verwendung als Beschleunigungssensor wird die bewegliche mittlere Platte als federndes Pendel konstruiert. Wird der Sensor beschleunigt, verschiebt sich die mittlere Platte, und das Kapazitätsverhältnis der beiden Kondensatoren ändert sich. Bei dem bei Beschleunigungssensoren verwendeten Differenzialkondensator ist der Zusammenhang zwischen Auslenkung und Kapazitätsänderung bedingt durch die übliche hyperbelförmige Kapazitätsänderung nicht linear. In einem kleinen Auslenkungsbereich kann jedoch von einem einigermaßen linearen Verlauf ausgegangen werden.

### Wegsensor
Kapazitive Wegsensoren für größere Wege bestehen im Wesentlichen aus einem Rohr (Elektrode 1), in das ein Metallstab (Elektrode 2) eingeführt wird. Die Kapazität des Kondensators ändert sich mit der Eintauchtiefe des Stabes und kann mit einer Wechselspannungs-Messbrücke, die um einen Kondensator ergänzt wird, oder mit einem LC-Schwingkreis gemessen werden.

### Winkelsensor
Kreissegmente drehen sich relativ zueinander ähnlich einem Drehkondensator. Durch mehr oder weniger starke Überlappung ändert sich die wirksame Fläche und damit die effektive Kapazität.

### Feuchtigkeitsmesser

#### Kapazitiver Bodenfeuchtesensor
Ein kapazitiver Sensor zur Messung der Bodenfeuchte besteht zum Beispiel aus einem Kunststoffrohr, das innen im Abstand von etwa 10 cm mit zwei breiten Metallfolien bedeckt ist, deren Elektrische Kapazität gemessen wird. Diese wird sehr stark von der Dielektrizitätszahl εr der Umgebung beeinflusst, insbesondere vom Wassergehalt. Ursache ist die sehr große Dielektrizitätszahl εr des Wassers: Trockene Erde hat εr ≈ 3,9, Wasser dagegen den erheblich höheren Wert εr = 80. Anders als bei auf Leitfähigkeit basierenden Sensoren entsteht keine Elektrolyse. Somit werden auch keine Metallionen freigesetzt, die für Menschen giftig sind.
Durch Messung der Kapazität in einem Oszillator lässt sich der Feuchtigkeitsgehalt der Erde durch eine Messung der Frequenz des Oszillators sehr genau bestimmen. Um hohe Genauigkeit zu erreichen, sollte der Sensor zuvor am Boden, idealerweise vor Ort, kalibriert werden. Ohne Kalibrierung kann die Bodenfeuchte durch Messung der Kapazität nur grob ermittelt werden, weil die Kapazität auch sehr stark von der Bodenzusammensetzung (z. B. Bodentyp, Salzgehalt usw.) abhängig ist. Die Kalibrierung sollte auch danach regelmäßig durchgeführt werden, weil sich Bodeneigenschaften mit der Zeit verändern können (z. B. ist der Salzgehalt vom Regenfall beeinflusst). Für Landwirtschaft kann eine Kalibrierung pro Jahr ausreichen. Um eine hohe Messgenauigkeit ohne aufwändige Kalibrierung zu erreichen, kann man das Impedanzspektroskopie-Verfahren mit spezieller Signalverarbeitung einsetzen.

#### Kapazitive Hygrometer
Kapazitive Hygrometer nutzen ein Dielektrikum, welches das Wasser aus der Luftfeuchte absorbiert und deren Wassergehalt gut mit der relativen Luftfeuchte korreliert und möglichst wenig – oder definiert – von der Temperatur abhängt. Derartige Dielektrika nennt man hygroskopisch; es handelt sich dabei i. d. R. um spezielle Polymere oder Keramiken. Über Diffusion tauscht ein solches Dielektrikum kontinuierlich Wasserdampf mit der Umgebung aus, so dass sich ein Gleichgewichtszustand einstellt. Je höher der Feuchtegehalt ist, umso höher ist die Dielektrizitätskonstante des Dielektrikums sowie die Kapazität.

## Messverfahren
Zur Messung der extrem kleinen elektrischen Kapazität und deren Änderung werden verschiedene Verfahren verwendet:
- Ladungsverstärker messen bei anliegender Gleichspannung die bei Kapazitätsänderungen verschobenen Elektronen und können daher ausschließlich schnelle oder kurzzeitige Änderungen erfassen (Spaltsensoren, Schwingungssensoren).
- Amplitudenmodulierte Systeme versorgen den Messkondensator mit hochfrequentem Wechselstrom (z. B. 20 kHz) und erfassen den resultierenden Blindstrom.
- Frequenzmodulierte Systeme
  - Messkondensator ist mit einer Induktivität zu einem Schwingkreis als Bestandteil eines LC-Oszillators zusammengeschaltet, dessen Frequenz gemessen wird, indem sie mit einer Referenz verglichen wird.
  - Messkondensator ist Bestandteil eines astabilen Multivibrators
- Im Spektrum angepasste Rauschsignale werden auf den Kondensator gegeben und die Wirkung mittels korrelativer Signalverarbeitung ausgewertet.[5]